# Langues au Tchad
Le Tchad compte 144 langues locales auxquelles s'ajoutent les deux langues officielles du pays que sont le français depuis 1960 et l'arabe classique depuis 1978.
Une forme d'arabe, appelée arabe tchadien, sert de langue véhiculaire surtout dans le nord du pays et serait parlé par 60 % de la population (dont 10 % comme langue maternelle et 50 % comme langue seconde ou véhiculaire).
Le français, qui a été introduit dans les écoles tchadiennes à partir de 1911 et qui est langue officielle du pays depuis son indépendance, est la langue de l'administration et de l'éducation ; bien qu'elle ne soit la langue maternelle que d'une minorité, c'est une langue seconde qui jouit d'une grande vitalité et qui est la langue véhiculaire du sud du pays, plus urbanisé. C'est la langue de l'élite, et des Tchadiens aisés, elle est très présente dans les médias, l'administration et les affaires
L'arabe littéraire est l'autre langue officielle du pays et est également la langue de l'administration et de l'éducation, bien qu'il ne soit que rarement utilisé à l'oral, l'arabe dialectal ayant ce rôle.
Sur les marchés ce sont les langues nationales qui sont utilisées, le français en étant absent. Pour les transactions commerciales c'est principalement l'arabe local qui est utilisé, le français n'étant utilisé que par un quart des gens.

## Données démolinguistiques

### Langues afro-asiatiques
- Langues tchadiques
  - haoussa 1re la plus parlée des Langues tchadiques
  - bidiyo
  - buduma (51 600, RGPH 1993)
  - dangaléat
  - kéra (44 523, RGPH 1993)
  - Kwang
  - migaama
  - maslam
  - massa (109 093, RGPH 1993)
  - mousgoum
  - moussey
  - sokoro
  - saba

- Langues sémitiques
  - arabe tchadien (754 590, RGPH 1993)

### Langues nigéro-congolaises
- Langues de l'Adamaoua
  - day
  - goundo
  - kim (15 354, RGPH 1993)
  - moundang (160 000, RGPH 1993)
  - niellim
  - toupouri (90 785, RGPH, 1993)

### Langues nilo-sahariennes
- Langues four
  - four

- Langues kanouri
  - kanembou

- Groupe maba
  - kibet
  - maba (120 000, SIL 1991)
  - masalit (50 857, RGPH 1993)
  - mimi (5 000, Bender 1983)
  - rounga
  - bilala

- Groupe sara-baguirmien
  - barma (44 761, RGPH 1993)
  - beraku
  - goulay ou gouleï (250 478 RGPH2 2009)
  - kenga (30 000, SIL 1993)
  - kouka (76 660, RGPH 1993)
  - médogo (19 159, RGPH 1993)
  - mbay
  - ngambay
  - sar (183 471, RGPH 1993)

## Français
Le français est parlé en tant que langue maternelle par seulement 15 000 locuteurs en 2015 (soit 0,1 % de la population du pays) mais est la langue seconde de 1,62 million de personnes en 2013, soit environ 10 % de la population du pays. Comme langue de prestige, le français occupe le premier rang devant l'arabe et le sara.

## Arabe tchadien
L'arabe tchadien est parlé en tant que langue maternelle par 1,32 million de locuteurs en 2013, soit environ 10 % de la population du pays.

## Recensement de 2009
Le deuxième recensement général de la population et de l'habitat du Tchad effectué en 2009 comporte les informations démo-linguistiques suivantes :
Les langues officielles d’enseignement sont le français et l’arabe. Entre les recensements de 1993 et de 2009, le taux d'alphabétisme des Tchadiens de 15 ans et plus est passé de 13,5 % à 22,3 %. Le taux d'alphabétisation des 15-24 ans en 2009 atteint quant à lui de 30,8 %.
|  | 16,7 |

|  | 2,4 |

|  | 16,3 |

|  | 2,0 |

|  | 0,4 |

|  | 0,5 |

|  | 87,2 |

|  | 12,4 |

|  | 85,1 |

|  | 10,3 |

|  | 2,1 |

|  | 2,5 |

## Principales langues utilisées sur Internet
| Rang | Langue   |
| ---- | -------- |
| 1    | Français |
| 2    | Arabe    |

|  | 62 |

|  | 22 |

|  | 11 |

|  | 2 |

|  | 100 |

|  | 50 |